# SMS Pommern
O SMS Pommern foi um couraçado pré-dreadnought operado pela Marinha Imperial Alemã e a terceira embarcação da Classe Deutschland, depois do SMS Deutschland e SMS Hannover, e seguido pelo SMS Schlesien e SMS Schleswig-Holstein. Sua construção começou em março de 1904 nos estaleiros da AG Vulcan Stettin e foi lançado ao mar em dezembro do ano seguinte, sendo comissionado na frota alemã em agosto de 1907. Era armado com uma bateria principal composta por quatro canhões de 283 milímetros montados em duas torres de artilharia duplas, tinha um deslocamento carregado de mais de catorze mil toneladas e alcançava uma velocidade máxima de dezoito nós.
O Pommern serviu na Frota de Alto-Mar e durante seus primeiros anos de serviço suas atividades consistiram principalmente em exercícios de rotina e cruzeiros de treinamento para portos estrangeiros. A Primeira Guerra Mundial começou em 1914 e o navio foi inicialmente usado nas defesas da Angra da Alemanha, também participando de várias surtidas fracassadas para tentar atrair uma parte da Grande Frota britânica. Ele participou em meados de 1916 da Batalha da Jutlândia, brevemente enfrentando os cruzadores de batalha britânicos durante o primeiro dia de confronto. O Pommern acabou torpedeado durante a noite por um contratorpedeiro britânico, afundando com toda a tripulação.